# ماتيو روي (لاعب هوكي الجليد)
ماتيو روي هو لاعب هوكي الجليد كندي، ولد في 14 نوفمبر 1986 في أموس في كندا.

## وصلات خارجية
- ماتيو روي (لاعب هوكي الجليد) على موقع دوري الهوكي الوطني (الإنجليزية)
- ماتيو روي (لاعب هوكي الجليد) على موقع EliteProspects.com (الإنجليزية)
- ماتيو روي (لاعب هوكي الجليد) على موقع HockeyDB.com (الإنجليزية)